# ساريبوتا
كان ساريبوترا (بالسنسكريتية: शारिपुत्र)) أو ساريبوتا واحدًا من الذكرين الرئيسيين التابعين لبوذا جنبًا إلى جنب مع مودجالايانا، وكان نظراؤهما من الراهبات خيما وأوبالافانا، وقد تم تسميتهما الأنثيين الرئيستين التابعتين. وأصبح ساريبوترا أرهات «قبل كل شيء في الحكمة» مشهورًا بتعليمه ومصورًا في تقليد تيرافادا كواحدٍ من التابعين الأكثر أهميةً للبوذية.

## الاسم
ساري وهو اسم والدته، وهو أيضًا اسم طائر خاص. ويعني بوترا ولدًا أو طفلاً. وكان يسمى أيضًا أوباتيسا، ويأتي أصل هذا الاسم من اسم والده، تيسا.

## السيرة الذاتية
كان ساريبوترا من عائلةٍ برهمنية وشرع بالفعل في الحياة كزاهدٍ روحي عندما صادف تعاليم غوتاما بودا. وكان لدى ساريبوترا صديقًا مقربًا وهو ماهامودجالايانا، وهو زاهد متجول آخر. ونبذ كلاهما العالم في نفس اليوم وأصبحا تابعين بيلاتثيبوتا الشكوكية قبل التحول للبوذية.
بعد سماع التعاليم البوذية من راهبٍ يُسمّى أساجي، سعى ساريبوترا لبوذا وأصبح متمسكًا بتعاليمه. وغالبًا ما يُصوَّر ساريبوترا وماهامودجالايانا سويًا مع بوذا، والعديد من حكم المحاورات البوذية فيما يتعلق بالتفاعلات بين ساريبوترا وماهامودجالايانا (الذي أصبح مشهورًا بين البوذيين الأوليين بسبب سيطرته على القوى الخارقة للطبيعة).

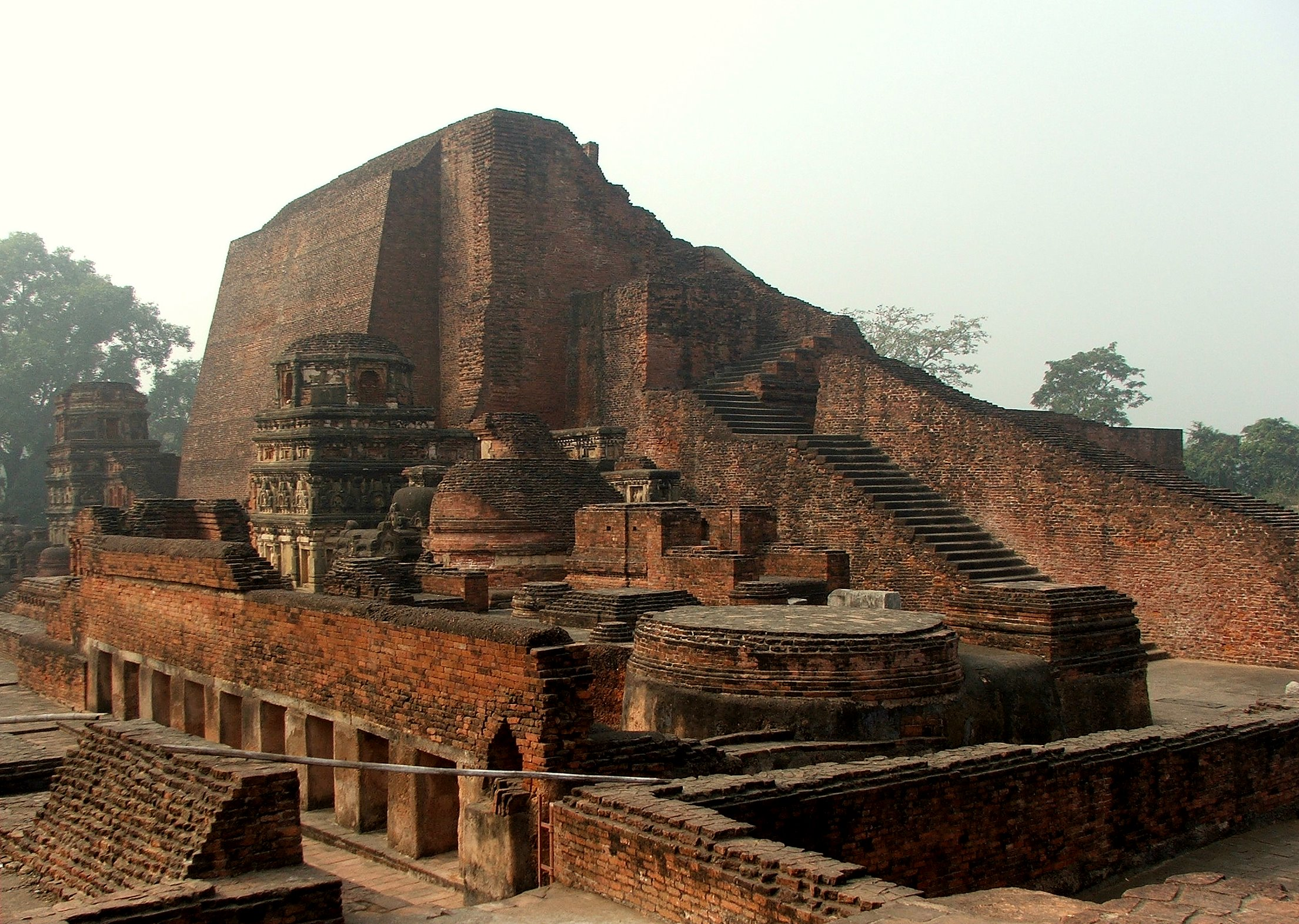
مبنى تلي الشكل لساريبوترا في نالاندا - حيثما وُلد وتوفي.

في مشهد واحد كوميدي إلى حد ما يضم الصديقين، قرر ياكشا (بالي: ياكخا) المؤذي أنه سيحاول إثارة غضب ساريبوترا عن طريق ضربه على رأسه. رأى ماهامودجالايانا هذا يحدث ب«عينه السماوية» (رؤية واضحة مثل القوة التي تعزى غالبًا إلى الرهبان البوذيين الأقوياء، وأيضًا زاهدين آخرين من جنوب آسيا)، وكان يحاول تحذير ساريبوترا بصورةٍ غير ناجحةٍ. ومع ذلك، نظرًا لبراعته الروحية العظيمة، كان ساريبوترا يدرك الضربة المروعة التي يوجهها ياكخا في صورة نسيم خفيف فقط. وكان ماهامودجالايانا يقترب ويعبر عن تعجبه من ملاحظة ساريبوترا للضربة المروعة بالكاد؛ ويرد ساريبوترا بدهشة قائلاً إن ماهامودجالايانا كان قادرًا على إدراك المخلوق غير المرئي الذي قام بهذه الضربة.
بُشِّر ساريبوترا في كثيرٍ من الأحيان بموافقة بودا وتم منحه لقب «جنرال الدهارما» (بالي: دهاماسيناباتي) تقديرًا لنشر تعاليمه ويعتبر مؤسس التقليد أبهيدهارما. ومع ذلك، فقد قام بودا بتأنيب ساريبوتا حينما قام بعدم تفسير الدهاما لأمير بصورةٍ كاملة، أو عندما سمح لمجموعةٍ من الرهبان المبتدئين بأن يصبحوا جهوريين للغاية.
مع ذلك، كان ساريبوترا واحدًا من التابعين الأكثر إشادةً وأعلن بوذا في مناسبةٍ واحدةٍ على الأقل أن ساريبوترا يعد ابنًا روحيًا حقيقيًا ومساعده الرئيسي في «تحريك عجلة الدهاما».

### الوفاة

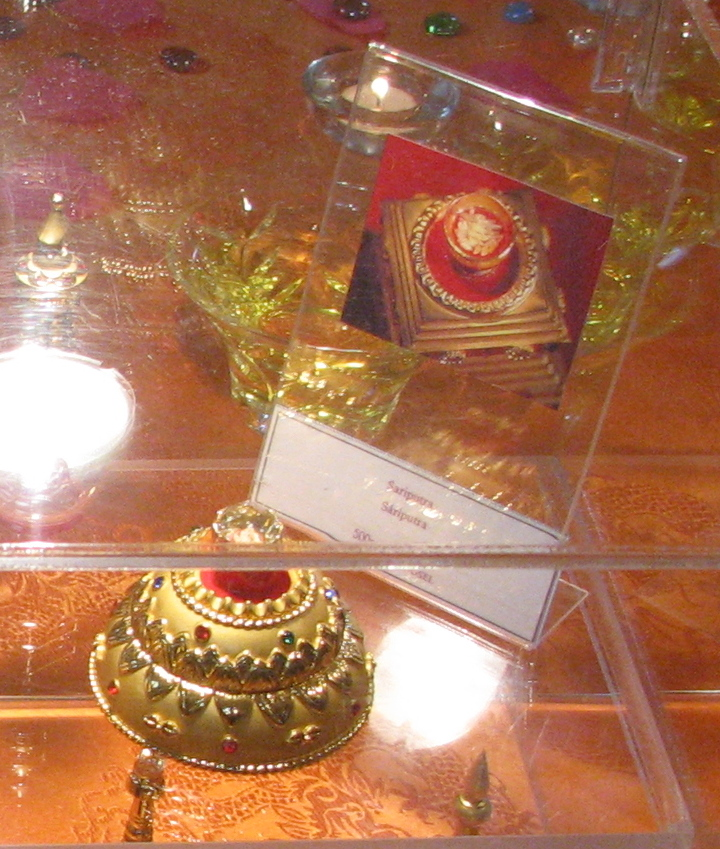
قطع أثرية من ساريبوتا

وفقًا لبالي كانون، توفي ساريبوتا بسلامٍ في يوم اكتمال القمر في شهر كارتيكا من التقويم الهندي القديم، أشهر قليلة قبل بوذا، كان محققًا بارينيبانا، وعندما أعطى مساعد ساريبوتا -كوندا- الأخبار إلى أناندا، كان أناندا يشعر بالأسى الشديد. ونقل الأخبار إلى بودا -الذي ظل في سلام- وعاقب رد فعل أناندا.

### البناء تليّ الشكل لساريبوترا (ساريبوتا)
ذهب ساريبوتا إلى مكانه الذي نشأ فيه بإذنٍ من بودا، نالاكا، قرية برهمنية كما أنه أراد أن يوضح لوالدته التي ما زالت غير بوذية الطريق والعقيدة الصحيحة.
توفي ساريبوترا في قريةٍ تسمى نالاكا بعد كونه قادرًا بنجاح على تحويل والدته للبوذية وجعل طريقها رابحًا.
بعد أن تم حرق جثته، قام شوندا بأخذ العظام إلى بودا ووفقًا لتعليمات بودا تم تسليمها إلى الملك أجاتاشاترو (Ajātashatru).
احتفظ الملك أجاتاشاترو بهذا الرفات في الإسْطَبّة التي كان يبجّلها التابعون. وبعد فترةٍ من الوقت في عام 261 قبل الميلاد، فتح الملك دهارماسوكا (Dharmasoka) (أشوك) (Ashok) الإسْطَبّة بناءً على التعليمات التي تلقاها من موجاليبوتاتيسا (Moggaliputtatissa) الذي أوحى بضرورة المجمع البوذي الثالث.

### ساريبوترا (ساريبوتا) ككرِشناوي ولاكشماني
في النصوص البالية المعروفة باسم جاتاكاس، كان واحدًا من تجسيدات ساريبوترا السابقة معروفًا أيضًا باسم «فاسوديفا» والد الكرشناوية. وتختلف القصة في غاتا جاتاكا عن القصة الهندوسيّة للكرشناوية في أن الكرشناوية بها 9 إخوة وأخت وهي أكثر من ملكٍ قاهر، الذي جنبًا إلى جنب مع إخوته، الذي يفتح كل الأرض الصوفية لجامبودفيبا (Jambudvipa). يؤكد البعض أن البهاغافاد غيتا أيضًا ينصح بالطموح في مأوى في بودا، غيتا 2:49، الذي يعلن «بودهاو سارانام أنفيش» أو «أخذ المأوى في التنوير».
وبالمثل واحد من التذكّرات التسعة المستخدمة عادةً (أنوساتي) لبوذا-«بوريسا داما ساراثي» والتي تعني «سائق العجلة الحربية للرجال الأبطال». وفي الغيتا لأول مرة، تظهر الكرشناوية، الذي بنفسه ملك، كمجرد سائق عجلة حربية ومرشدًا للأمير أرجونا. وهناك البعض الذين يؤكدون أن الغيتا هي نصٌ بوذي.
وفي جاتكا أخرى -الداساراثا جاتاكا- يولَد ساريبوتا من جديد كلاكشمانا أو لاكخان لإحياء بودا كراما. ومع ذلك، ففي الحكاية البوذية لم يتم خطف سيتا أبدًا ويعود راما فقط بعد المنفى كملكٍ مجيد للحكم لآلاف السنين.

## في ماهايانا
في حين أن تصويرات ساريبوترا في بالي كانون كانت إيجابية بشكلٍ موحدٍ، وتوضّح ساريبوترا كأرهت قوي وحكيم -الثاني فقط لبودا، فإن تصويره في بعض مصادر ماهايانا كانت غالبًا أقل إغراءً وتخدم في كثيرٍ من الأحيان كمزيج للألحان.
يُصوَّر ساريبوترا في حكم المحاورات البوذية الفيمالاكيرتي كصوت لتقليد هينايانا أو سرافاكا، الذي يُقدم في حكم المحاورات البوذية في ماهايانا كتعليم «أقل تطورًا». وفي حكم المحاورات البوذية هذا، يكون ساريبوترا غير قادر على فهم مذاهب ماهايانا بيُسرٍ وهي المذاهب التي يقدمها فيمالاكيرتي وآخرون، وكان ساريبزترا يوبَّخ ويُهزَم في مناقشة من قِبل عدد من المحاورين، بما فيهم الإله الأنثى (ديفا) (deva) التي تدحض افتراضات «هينايانا» لساريبوترا المتعلقة بنوع الجنس والشكل.
تساءل ساريبوترا هنا عن سبب، إذا كانت حكيمة وقادرة لتلك الدرجة، امتلاك ديفا جسدًا أنثويًا. وشرعت ديفا بعد ذلك في تحويل أجناسها وذكرت أن «في كل الأشياء، ليس هناك ذكر أو أنثى» (عدم الثنائية).
مع ذلك -في حكم المحاورات البوذية اللوتوسية- تنبأ بوذا بأن ساريبوترا سيصبح بوذيًا يقظًا بالكامل يومًا ما، وسمّاه وهج الزهرة تاثاجاتا، الاسم الذي قيل أن عقل ساريبوترا «رقص له فرحًا».
يعد الحوار بين ساريبوترا وأفالوكيتسفارا أيضًا نص حكم محاورات القلب البوذية، وهو نص موجز ولكنه ضروري في التقليد البوذي ماهايانا.

## وصلات خارجية
- The Buddha's Chief Disciples
- http://what-buddha-said.net/library/DPPN/sa/saariputta.htm نسخة محفوظة 4 مارس 2016 على موقع واي باك مشين.
- The Life of Sāriputta - compiled and translated from Pāli by Nyanaponika Thera نسخة محفوظة 19 نوفمبر 2005 على موقع واي باك مشين.
- GREAT MALE DISCIPLES - Part A Upatissa (Sariputta) and Kolita (Moggallana) by Radhika Abeysekera